# آن رياتيل
آن رياتيل (بالإنجليزية: Enn Reitel)‏ مواليد 21 يونيو 1950 في أنغوس، اسكتلندا، هي ممثلة بريطانية بدأت مسيرتها الفنية عام 1977.

## وصلات خارجية
- آن رياتيل على موقع IMDb (الإنجليزية)
- آن رياتيل على موقع ألو سيني (الفرنسية)
- آن رياتيل على موقع ميوزك برينز (الإنجليزية)
- آن رياتيل على موقع أول موفي (الإنجليزية)
- آن رياتيل على موقع قاعدة بيانات الأفلام السويدية (السويدية)
- آن رياتيل على موقع ديسكوغز (الإنجليزية)
- آن رياتيل على موقع قاعدة بيانات الفيلم (الإنجليزية)
- آن رياتيل على موقع كينوبويسك (الروسية)